# SS-Unterführerschule Dachau
Die SS-Unterführerschule Dachau war eine zwischen April 1936 und Juli 1937 beim KZ Dachau bestehende Schulungsstätte der SS, die auf dem Gelände des Übungslager Dachau lag und die „Unterführer“ (Unteroffiziere) für die SS-Totenkopfverbände ausbilden sollte.
Die Totenkopfverbände der SS waren seit ihrer Aufstellung für die Bewachung der Konzentrationslager (KZ) zuständig. Das KZ Dachau unter dem Kommandanten Theodor Eicke spielte dabei eine wichtige Rolle als Ausbildungsstätte. Das SS-Personal war in einer SS-Kaserne untergebracht, die sich auf dem  Gelände des Übungslagers Dachau befand. 
Die mit der Reorganisation der Totenkopfverbände im Frühjahr 1936 eingerichtete „SS-Unterführerschule Dachau“ wurde geschaffen, um sich besonders um die militärische Ausbildung des eigenen Unteroffiziersnachwuchses zu kümmern. Die Totenkopfverbände Eickes wollten sich von der SS-Verfügungstruppe und deren Einrichtungen abgrenzen, deshalb nannte sich die Unterführerschule Dachau bewusst nicht „Junkerschule“.
Der Stab der Unterführerschule selbst war im Stabsgebäude der SS-Totenkopfverbände untergebracht und umfasste 79 Personen, ehe die Schule im Juli 1937 aufgelöst und in die SS-Junkerschule Bad Tölz eingegliedert wurde. Die SS-Unterführerschule Dachau diente als Vorbild für die ab 1940/41 eröffneten Unterführerschulen der Waffen-SS in Lauenburg (Pommern) und Radolfzell. Das Übungslager in Dachau blieb aber auch danach ein wichtiger Standort für die Ausbildung von zukünftigen Wachpersonal der Konzentrationslager.